# 2018年黑森州議會選舉
2018年黑森州議會選舉（德語：Landtagswahl in Hessen 2018）是德國黑森地方選舉，於2018年10月28號舉行。本次大選是二戰後第20屆。
德國另類選擇於2013年第一次在黑森州州立法機關中競選，但未能贏得任何席位，是議會的唯一新成員，至此在所有德國州議會中出現，該黨與SPD和CDU / CSU一樣成為所有州議會都有席次的三個政黨之一，儘管後者在技術上是兩個獨立的政黨。
就像之前的巴伐利亞州選舉一樣，在兩次政府危機之後，聯邦政治以及德國聯合政府的糟糕狀況，使得黑森州的選舉蒙上了陰影。

## 選後組成
德國基督教民主聯盟議員福爾克·布菲耶再次出任該邦總理。

## 外部連結
- 官方結果（页面存档备份，存于）（德文）
- 選區劃分嘅文本同地圖（页面存档备份，存于）（德文）
- Landtagswahl in Hessen 2018（页面存档备份，存于），德國聯邦政治教育中心和專題資訊網頁（德文）
- wahlatlas.net嘅選舉結果互動圖解（页面存档备份，存于）（德文）